# Montclar-de-Comminges
Montclar-de-Comminges è un comune francese di 76 abitanti situato nel dipartimento dell'Alta Garonna nella regione dell'Occitania.

## Società

### Evoluzione demografica
Abitanti censiti